# Pseudoperomyia furcillata
Pseudoperomyia furcillata är en tvåvingeart som beskrevs av Jaschhof 2000. Pseudoperomyia furcillata ingår i släktet Pseudoperomyia och familjen gallmyggor. Inga underarter finns listade i Catalogue of Life.